# Elecciones presidenciales de Egipto de 1956
Las elecciones de 1956 en Egipto fueron un referéndum realizado el 23 de junio en el cual se legitimaba la presidencia de Gamal Abdel Nasser y se aprobaba una nueva constitución para el país. La presidencia de Nasser fue aprobada por el 99,8% de los votantes, y la nueva constitución con el 99,7%. Sin embargo, es ampliamente extendida la creencia de que se trató de una farsa electoral para legitimar el régimen.

## Antecedentes
Tras el derrocamiento de la monarquía, Nasser había consolidado su poder tras expulsar a Muhammad Naguib de la presidencia de la nueva República, e iniciar una campaña masiva contra los Hermanos Musulmanes en 1954. A principios de 1956, el movimiento revolucionario organizó el nuevo partido único del régimen, la Unión Nacional (NU). La prensa oficialista pidió apoyo a la población para el referéndum que se celebraría prontamente. Otra contribución a la creciente legitimidad de Nasser era su increíble carisma personal. La NU eligió un comité constitucional para escribir la nueva constitución, siendo sus miembros escogidos por el propio Nasser.

## Resultados

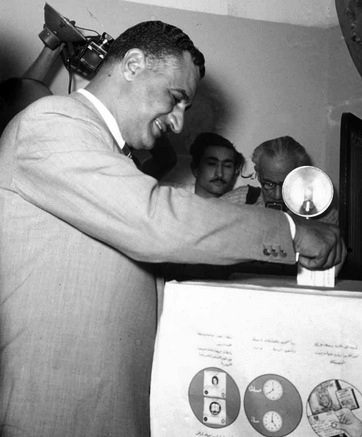
Nasser presentando su voto.

Las propuestas fueron enormemente apoyadas por el electorado. De acuerdo con los recuentos gubernamentales, la candidatura de Nasser y la nueva constitución fueron aprobadas por los votantes casi unánimemente. Nasser se postuló sin oposición, nombrado por el nuevo partido en el poder, la Unión Nacional. El historiador Kirk J. Beatie escribió que las cifras del gobierno eran probablemente ficticias, y que era "imposible" determinar cual habría sido el verdadero resultado del referéndum si se hubiera tratado de una elección limpia, debido al apoyo popular real recibido por Nasser. Según dicho historiador, Nasser utilizó con éxito los votos para hacerse ver como un "protector de la democracia", pero según May Kassem, otro autor, el referéndum se llevó a cabo en un ambiente sumamente autoritario y solo sirvió para legitimar a Nasser.

### Presidencia de Nasser
| Candidato                          | Votos     | %    |
| ---------------------------------- | --------- | ---- |
| Gamal Abdel Nasser                 | 5.499.555 | 99.8 |
| En contra                          | 5.267     | 0.1  |
| Votos en blanco/inválidos          | 3.492     | 0.1  |
| Total                              | 5.508.314 | 100  |
| Votantes registrados/participación | 5.859.000 | 94.0 |
| Fuente: Nohlen et al.              |           |      |

### Nueva Constitución
| Elección                           | Votos     | %    |
| ---------------------------------- | --------- | ---- |
| A favor                            | 5.488.225 | 99.7 |
| En contra                          | 10.016    | 0.2  |
| Votos en blanco/inválidos          | 10.043    | 0.1  |
| Total                              | 5.508.314 | 100  |
| Votantes registrados/participación | 5.859.000 | 94.0 |
| Fuente: Nohlen et al.              |           |      |